# Tlogo Tirto
Tlogo Tirto is een bestuurslaag in het regentschap Sragen van de provincie Midden-Java, Indonesië. Tlogo Tirto telt 3107 inwoners (volkstelling 2010).